# Calhoun (Geórgia)
Calhoun é uma cidade localizada no estado americano de Geórgia, no Condado de Gordon.

## Demografia
Segundo o censo americano de 2000, a sua população era de 10.667 habitantes.
Em 2006, foi estimada uma população de 14.015, um aumento de 3348 (31.4%).

## Geografia
De acordo com o United States Census Bureau, Calhoun tem uma área de 30,2 km², dos quais 30,2 km² cobertos por terra e 0,0 km² cobertos por água.

## Localidades na vizinhança
O diagrama seguinte representa as localidades num raio de 24 km ao redor de Calhoun. 